# Huracà Agnes
L'Huracà Agnes, Hurricane Agnes, va ser un gran huracà que va colpejar els Estats Units l'any 1972. Es va desenvolupar el 14 de juny de 1972 a partir de la interacció d'un front polar i un trough sobre la península del Yucatán. Inicialment es va formar una depressió tropical i a la Mar Carib es va enfortir. el 16 de juny ja va esdevenir una tempesta tropical que es va anomenar Agnes la qual va passar per l'oest de Cuba el 17 de juny. Al matí del dia 18 de juny, ja va ser classificat com un huracà. Es va tornar a afeblir al passar per sobre Geòrgia però el 21 de juny va tornar a tenir la categoria d'huracà. El dia 22 va passar a l'Oceà Atlàntic i va tocar terra prop de la ciutat de Nova York com una forta tempesta tropical. El dia 23 de juny es va dirigir al nord-oest de la Gran Bretanya abans de ser absorbit per un altre cicló el dia 6 de juliol de 1972.
A Cuba aquest huracà va matar diverses persones. A Florida va causar un brot de tornados dos dels quals van passar a Geòrgia. Aquests tornados van causar pèrdues econòmiques de 4,5 milions de dolars a Florida i sis persones van morir. Les marees anormals van causar danys a Apalachicola i a Cedar Key. De bon tros, els danys més significatius van tenir lloc a Pennsilvània, especialment per grans inundacions. En total Agnes va causar 128 morts i pèrdues econòmiques per prop de 3 bilions de dolars,

### Llibres
J. F. Bailey, J. L. Patterson, and J. L. H. Paulhus. Geological Survey Professional Paper 924. Hurricane Agnes Rainfall and Floods, June–July 1972. United States Government Printing Office: Washington D.C., 1975.